# Hitze und Unwetter in Europa 2017
Im südlicheren Europa herrschte von Mai bis Ende des Sommers 2017 verbreitet Hitze, und es entstanden neben Waldbränden zahlreiche schwere Gewitter. Dieser Heißphase vorausgegangen war die Kältewelle in Europa im Januar 2017.

## Verlauf

### Anfang bis Ende Mai

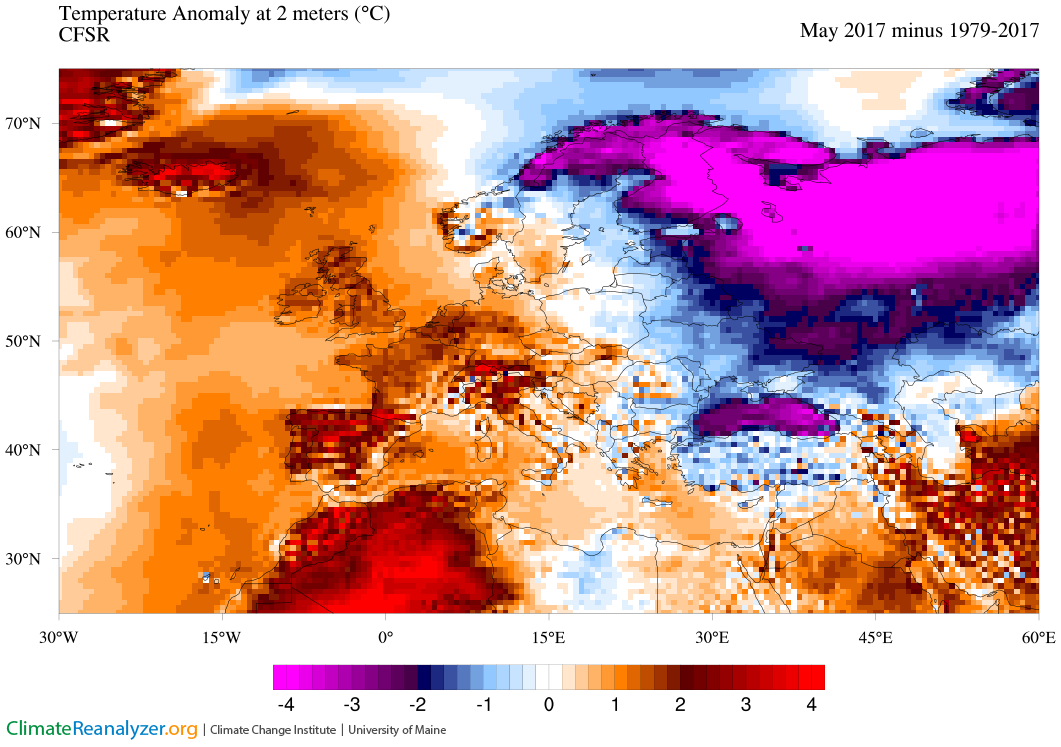
Temperaturanomalie Mai 2017

Ab Ende April stand Südeuropa im Einfluss eines Hochsystems über Nordafrika, während es nördlicher noch kurz vorher zu letzten Schneefällen in die Niederungen und Starkregen gekommen war (550 l/m² in 3 d am Vogel in Slowenien). Bis 10. Mai waren in Mitteleuropa die – mild verlaufenden – Eismänner. Mitte Mai bildete sich als markanter Wetterlagenumschwung ein Hochdruckrücken (Tilly–Ursel) mit kräftigen südwestlichen Strömungen vor einem Islandtief Ben, der subtropische Warmluft nach Zentraleuropa führte, mit einer Unwetterfront im Ausläufer Dankmar.
Das folgende System von Azorenhochausläufern (Vesna–Walrita) zog mit seinen Kernen bis Ende Mai von der Iberischen Halbinsel über Zentraleuropa in den Schwarzmeerraum.
Dahinter zog 27. Mai bis 3. Juni ein Tiefkomplex Falk/Gerhard von der Biskaya über den Ostseeraum bis in das Weißmeergebiet, mit nochmals kräftigen Südströmungen und dann Unwettern.
Die Temperaturen erreichten schon Anfang des Monats in Südspanien 30 °C.
Sie stiegen in einer ersten Hitzewelle am 18. und 19. Mai auch in Mitteleuropa über die 30°-Marke,
und gegen Ende des Monats auf über 30 °C im südlichsten Skandinavien (neuer Norwegen-Mairekord von 32,2 °C am 27. in Tinnsjø), über 35 °C von Südwesteuropa über das Rheingebiet bis in den Alpenraum (neuer Österreich-Mairekord von 35,0 °C am 30. in Horn).
Schwerere Unwetter gab es beispielsweise:
- Am 19./20. Mai[7][14][19] in weiten Teilen Deutschlands (große Ernteschäden in Bayern),[20] Österreichs (Sturmschäden), Böhmens.
- Am 23. Mai insbesondere in Kärnten (schwere Landwirtschaftschäden).[8][21]
- Am 29. Mai in Russland (schwerster Gewittersturm seit Jahrzehnten im Raum Moskau, mit 15 Toten)[9][22]
- Am 30. Mai[9] bis 1. Juni in Deutschland (mit einem kleinen Tornado in Mittenwalde, Brandenburg),[23] Polen[23] und im Alpenraum von der Schweiz[24] bis Österreich (80 l/m² in ½ h Niederschlag im Bezirk Tulln)[25]

Am 29. Mai verwüstete ein seltener meteorologischer Tsunami die Strände der holländischen Westküste.

### Anfang Juni

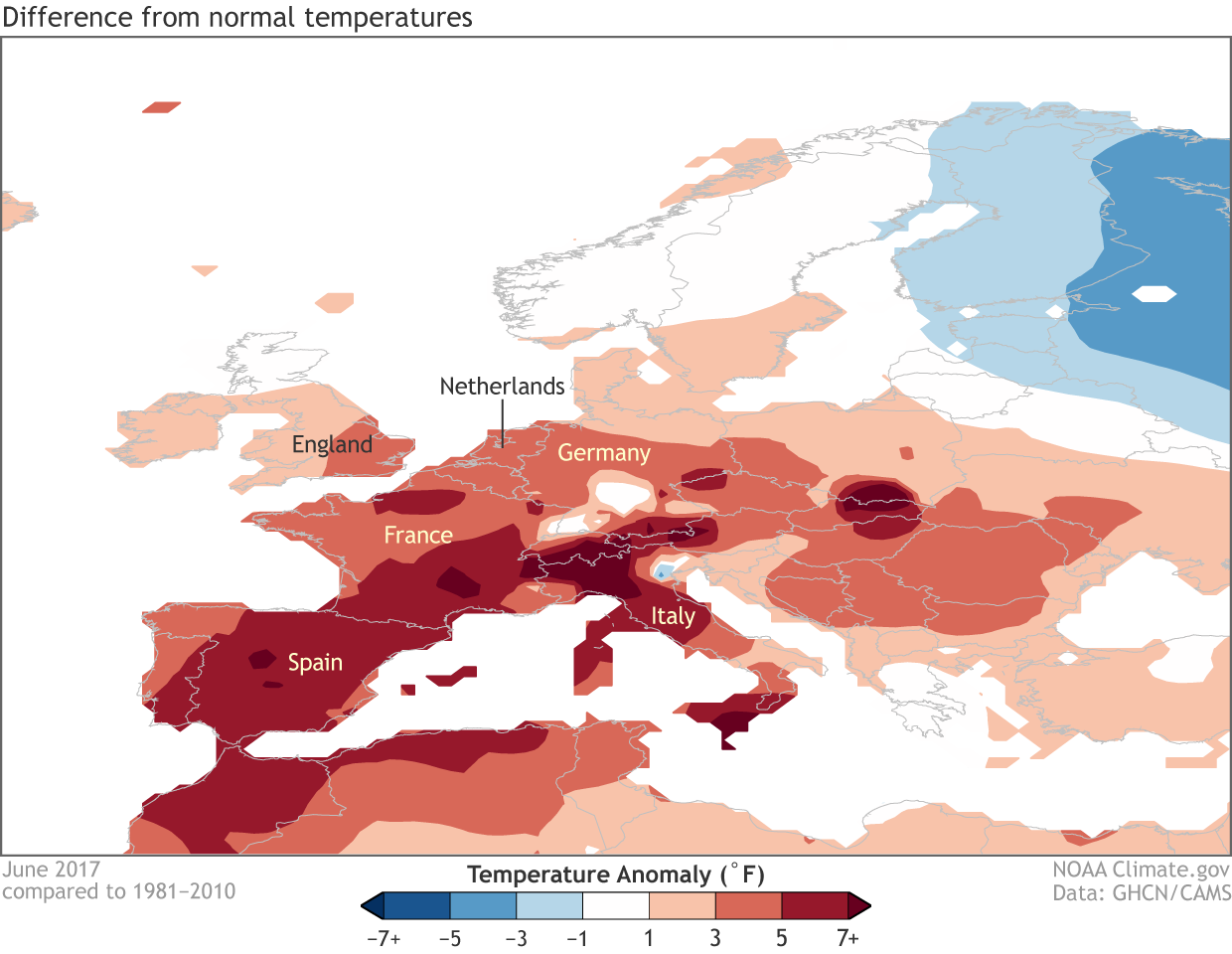
Temperaturanomalie Juni 2017

Ab den letzten Maitagen zogen weitere Azorenhochausläufer, jeweils gefolgt von Nordatlantik-/Nordseetiefs, von der Iberischen Halbinsel über Zentraleuropa: Xenia/Heinrich, dann Yannika/Ingabran, Zalia/Jörn, Anni/Karl, Barbara/Monti. Diese Phase endete um den 13.–15. Juni in einer stationären, feuchtheißen Luftmassengrenze, die sich auf Breite der Alpen quer über Europa zog.
Das südliche Europa blieb weitgehend durchgehend im Einfluss subtropischer Warmluftmassen aus der Sahara. In Südspanien hatte es verbreitet Temperaturen an die 40 °C, am 14. Juni wurden 41,5 °C in Granada und noch 40,1 °C in Madrid erreicht. Auch im Alpenraum wurden gegen Mitte Juni mehrere Tage mit über 30 °C gemessen.
Heftigere Unwetter fanden statt:
- 3. bis 7. Juni[27][28] in Deutschland,[36] der Schweiz (180 l/m² in 3 d in Lugano),[37] und Österreich (schwerer Hagelschaden im Raum Salzburg)[38]
- 12. bis 16. Juni[30][31][32] in ganz Mitteleuropa, so in Zentralfrankreich (enorme 120 l/m² in 1 h in Landos, Haute-Loire),[39] Baden-Württemberg, Hessen und Nordrhein-Westfalen,[40] der Deutschschweiz[33] und den Österreichischen Alpen.[41]

### Mitte bis Ende Juni

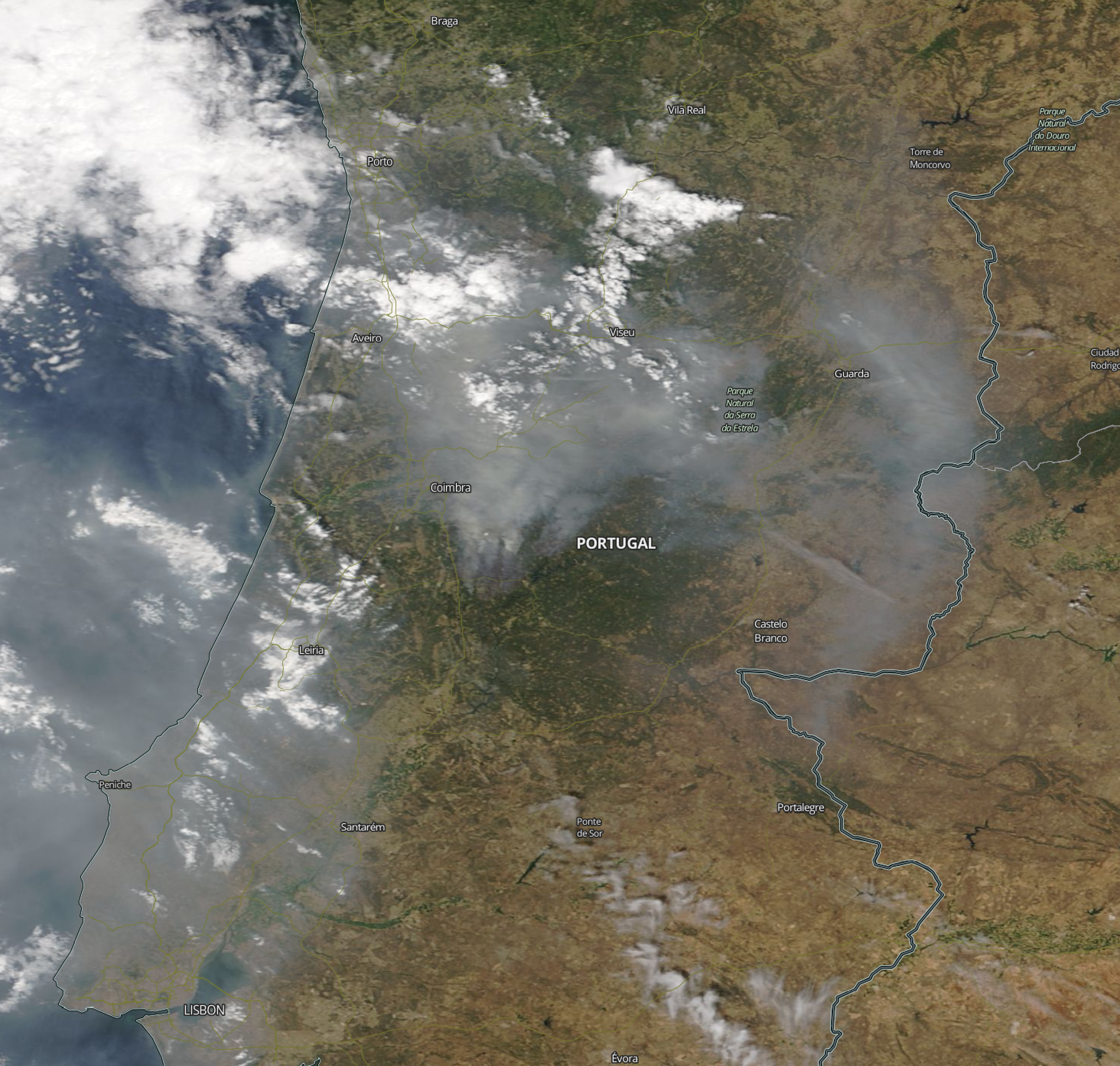
Satellitenbild der Brände in Portugal (MODIS, 18. Juni 2017, NASA)

Um den 14./15. Juni setzte sich im südlicheren Europa ein weiterer Ausläufer des Azorenhochs durch. Dieses Hoch Concha hielt sich bis um den 22./23. Juni, begleitet von einem Tiefkomplex (Naoto) über Skandinavien und der Nordsee. Diese Phase wurde mit einem Kaltlufteinbruch durch die Islandtiefs Quirin (mit Ausläufern Paul/Rasmund) und Saverio beendet, der bis Anfang Juli anhielt.
Das Hoch führte mit subtropischen afrikanischen Luftmassen zu einer Hitzewelle im West- und Südteil Europas, die in der Intensität für Juni ungewöhnlich war.
Sie dehnte sich wieder von der Iberischen Halbinsel ausgehend
über Frankreich (über 37 °C in Fontainebleau am 21.),
die Britischen Inseln (34,5 °C in London-Heathrow)
und Zentraleuropa
(über 37 °C in Andernach, Rheinland-Pfalz, am 23.;
35,8 °C in Krems, Niederösterreich, am 22.)
bis Italienische Halbinsel und den Balkan aus (um 40 °C in
Süditalien
und Serbien),
und zog sich gegen Juniende in den östlichen Mittelmeerraum zurück (Griechenland und Türkei: 44,8 °C in Athen und in Antalya und Akhisar am 30.).
In Österreich beispielsweise gab es an mehreren Orten ab 19. Juni zehn aufeinanderfolgende Hitzetage, Innsbruck verzeichnete im Juni insgesamt 12 Hitzetage (> 30 °C), Wien 27 Sommertage (> 25 °C).
Dabei kam es auch zu einer Serie von Waldbränden: Die schweren Brände in Portugal forderten über 60 Todesopfer, darunter am 18. Juni bei Pedrógão Grande 30 Menschen, die auf der Flucht in ihren Autos eingeschlossen wurden. Im südspanischen Nationalpark Doñana mussten am 15. Juni 2000 Camper evakuiert werden.
Mitte Juni wurde dann in den italienischen Provinzen Piacenza und Parma im Nordapennin wegen Wassermangels der Notstand ausgerufen.
Folgenschwerere Unwetter gab es:
- 21. Juli in Südösterreich (Kärntner Lavanttal,[65] Südoststeiermark[66] und Südburgenland, Ernteschäden).[67]
- Ein größeres Unwettersystem zog 22./23. Juni über dem Norden und Osten Deutschlands sowie Böhmen[68] (mit weitreichenden Verkehrsbehinderungen, 2 Todesopfern, großen Landwirtschaftschäden insbesondere in Niedersachsen;[69] kurzer Tornado bei Hamburg).[55]
- Dann war besonders der ganze Süd- und Zentralalpenraum betroffen, so am 23. Juni ganz Österreich;[70] am 25. Juni[44] Tessin (135 l/m² Regen in Crana-Torricella, davon 33,5 in 10 min),[71] Lombardei und Emilia-Romagna (Landwirtschaftschäden und Erdrutsche);[59] Nordtirol,[72] Salzburger Innergebirg,[73] Osttirol, und wiederum Kärnten und südliche Steiermark;[74]
- 27.–30. Juni überquerte eine Unwetterfront den Ostalpenraum[45] (Kärnten, Waldviertel, Windwurf durch Föhn-Sturm im steirischen Murau),[75] und zog dann bis Nordostdeutschland[76] (29./30. Starkregen in Berlin, mit über 140 l/m² in 24 h eine doppelte Monatmenge),[77] die Ukraine (Gebäudeeinsturz in Donezk)[78] und Serbien (ein Sturm-Todesopfer in Novi Sad).[79]

### Anfang Juli
2. bis 7. Juli zog ein Hoch Francoise über Zentraleuropa zum Balkan,
mit einem Zwischenhoch Gisela 4.–7. Juli von der Nordsee nach Polen.
Dazwischen schob sich eine Front des Tiefsystems Uwe–Wolf–Xavier, das sich bis 12. Juli von der Biskaya über das nördliche Zentraleuropa bis in den Schwarzmeerraum bewegte, mit weiteren Tiefs (Vincent) über Nordeuropa verbunden. Südlich der Alpen setzte sich hinter einem Tief von Spanien Richtung Alpenraum abermals ein Einfluss subtropischer Luftmassen mit Südwestströmungen durch.
Die Temperaturen dieser mehrtägigen Hitzewelle erreichten deutlich über 40 °C auf Zypern (44,6 °C in Nikosia 2. Juli; zwei Hitzetote) 40 °C im Zentralbalkan. und über 35 °C verbreitet in Zentraleuropa. und
Schwere Gewitter in dieser Zeit:
- 5.–7. Juli m Ostalpenraum, insbesondere 5. Juli in Kärnten (Ernteschäden im Lavanttal, Raum Villach),[90][91] Südoststeiermark,[90][92] Südburgenland (Ernteschäden),[90][93] 6. Juli im Weinviertel (Velm-Götzendorf),[94] 7. Juli der ganzen Mittelsteiermark.[95]
- 8.–10. Juli erstreckte sich eine Unwetterzone von Nordfrankreich (9. Juli Rekord-Schlagregen in Paris)[96] über die Schweizer Alpennordseite[97] (in Zofingen über 100 Mio. SFR Schaden)[98] bis Südtirol (Raum Bozen),[99] über weite Teile Österreichs,[100][101] insbesondere im Tiroler Unterland und Osttirol,[102] Niederösterreich südlich von Wien und Waldviertel,[103] und im Raum Wien (10. Juli, mit besonders schweren Landwirtschaftschäden;[104][105] Aufsehen erregte ein F1-Tornado in Bereich des Flughafens Wien-Schwechat, er blieb aber ohne besondere Schadfolgen),[105] bis in den Raum Norddeutschland–Polen, mit Schadereignissen etwa um Vechta,[106] in Schlesien (13.000 Haushalte ohne Strom),[107] in Nordhessen (Sturmschäden).[108]
- 11. Juni zog ein schweres Hagelunwetter (mit spektakulärer Superzelle) von Nordostslowenien nach Westungarn.[109]

### Mitte bis Ende Juli
Ab 11. Juli setzte sich mit Hanna wieder ein Azorenhoch-Ableger mit kräftigen Südwestströmungen im südlichen Europa durch, danach stellt sich flacher Hochdruckeinfluss im ganzen zentralen Mittelmeerraum ein.
Ein Tiefkomplex Yigit–Zlatan–Alfred über dem nördlichen Europa steuerte labile Luftmassen nach Zentraleuropa.

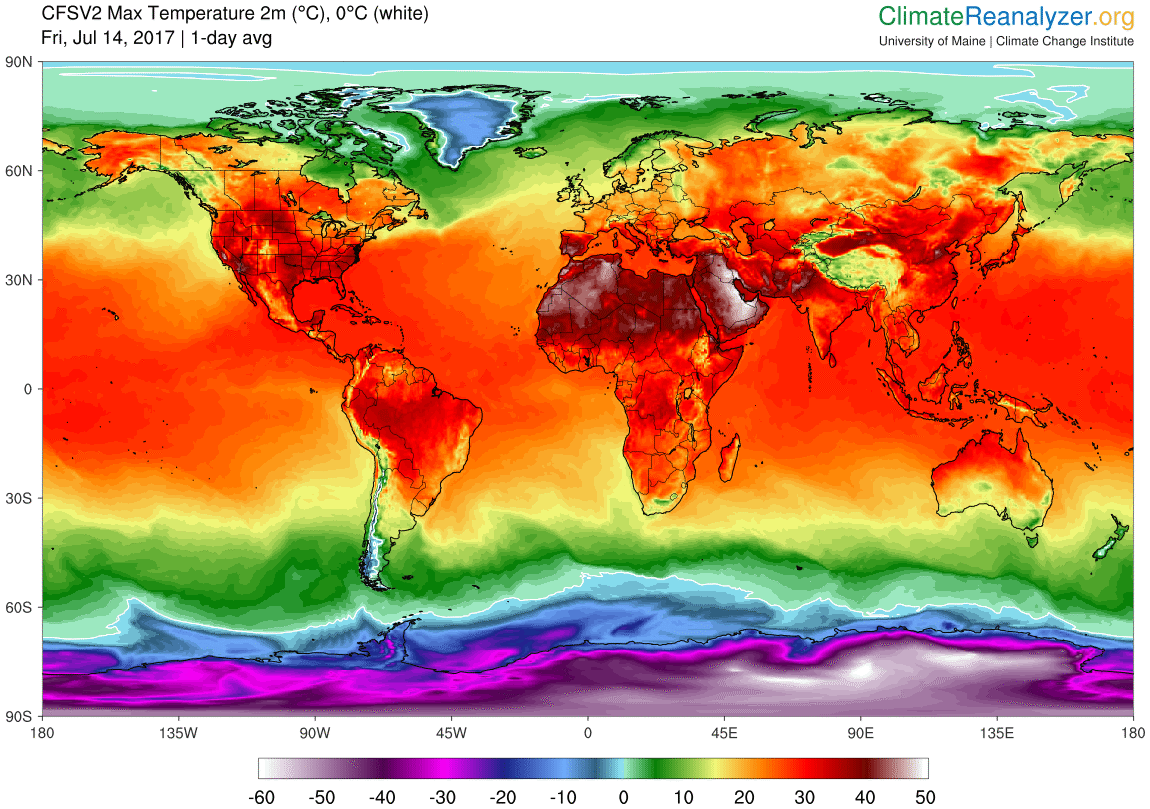
Welt-Temperaturen 14. Juli, mit den Hitzepolen Westsahara (neuer Landesrekord in Spanien) und Arabien

Im südlicheren Europa kam es zu einer neuerlichen langen Hitzewelle.
Am 14. Juli verzeichnete man in Spanien mit 47,3 °C in Montoro in Córdoba eine neue je gemessene Landeshöchsttemperatur.
Auch andernorts im europäischen Mittelmeerraum, etwa in Griechenland, erreichten die Temperaturen wieder an die 40 °C.
Bis in die dritte Juni-Woche kam es besonders in Mittel- und Süditalien zu zahlreichen schweren Waldbränden (um die 1000 Brandherde),
auch an der Kroatischen Adria
und in Montenegro,
in Südfrankreich und auf Korsika,
und auch wieder in Portugal.
Mitte Juli wurde die Versorgung der Stadt Rom zum Problem, es wurden Wasserrationierungen für 1,5 Millionen Menschen diskutiert.
Schwerere Unwetter im Verlauf dieser Phase:
- Am 14. Juli in Südtirol (Raum Bozen).[83][120]
- Am 18. Juli in der Westtürkei, insbesondere in Istanbul.[121]
- 19.–21. Juli[110] zog eine Front von der Zentralschweiz (mit Rekord-Wolkenbruch 60 l/m² in 1 h, davon 27,5 l/m² in 10 min in Adelboden),[122] bis an die Nordsee[123] (ein Todesopfer in Dortmund;[123] Rekordniederschläge in Köln[124]), Ostalpen[125] und bis Polen.
- Am 22./23. Juli traten Gewitter besonders an der Schweizer Alpennordseite[126] und in Mitteldeutschland[127] auf. Abermals gab es ein Unwetter mit Überflutungen in Istanbul.[128]
- 25./26. Juli kam es im ganzen Mitteleuropa nördlich der Alpen zu intensiven Niederschlägen,[111] insbesondere in Niedersachsen, Thüringen und Sachsen-Anhalt.[129] Im Raum des Harz kam es in Folge zu schweren Hochwässern (Goslar, Hildesheim).[130]
- Ein ungewöhnliches Hagelunwetter gab es am 25. Juli in Nordostspanien (Teruel, bis 7 cm große Schloßen),[131] und ein ähnliches Ereignis am 27. an der oberitalienischen Adria (San Benedetto del Tronto),[132] mit jeweils schweren Schäden.

### Anfang August
Ab 28. Juni dehnte sich der Azoren-Saharahoch-Komplex, mit Kern über Nordwestafrika, auch wieder in das mittlere Europa aus. Sein Europa-Ableger (vom DWD Jolanda genannt, in Italien Lucifero und als solches europaweit bekannt geworden) führte zu einer Blockade-Lage über Südosteuropa. Atlantische Tiefsysteme, zuerst Bernhard (mit Nebentiefs Christoph, Denis, Erik) und dann Fritz (mit Nebentief Hartmut-Ildefons) verursachten wieder intensive südöstliche Höhenströmungen bis tief nach Südpolen und ins südliche Russland, und ausgeprägtem instabilem Grenzbereich quer über Zentraleuropa. Die mit einem Höhentief vor den Britischen Inseln von Nordwesten einströmende Kaltluft führte zu einer besonders unwetterträchtigen Luftmassengenze.
In dieser sechsten Hitzewelle der Saison,
mit Temperaturpol in Tunesien (wieder über 45 °C), stiegen die Temperaturen auch im europäischen Mittelmeerraum und am Balkan neuerlich mehrere aufeinanderfolgende Tage über 40 °C, mit Spitzenwerten von beispielsweise 42,8 °C in Córdoba, Spanien,
und Frosinone, Italien am 2. August; 42,3 °C in Split, Kroatien, oder 41,4 °C in Mostar, Bosnien-Herzegowina, am 3. August; 41,8 °C in Figari auf Korsika, Frankreich, und noch 38,9 °C in Wien am 4. August.
Über Österreich herrschte mit dem Kaltlufteinbruch zeitweise ein Temperaturgefälle von knapp 30 °C zwischen dem heißen Osten und nur 10 °C im Westen.
Erneut gab es verbreitet Flurbrände, so in Algerien und Tunesien (ein Todesopfer bei Tunis), auf Korsika, in Mittel- und Süditalien (ein Todesopfer in Sant’Omero, Abruzzen; zwei in Tivoli unweit Rom, eines bei Neapel), in Albanien, (Llogara National Park bedroht) in Griechenland und auf Zypern.
In der zweiten Augustwoche wurde in den italienischen Regionen Latium und Umbrien der Notstand wegen Wassermangels ausgerufen.
Es kam auch neuerlich zu heftigen Unwettern:
- 30. Juli – 1. August[134][152] über den Pyrenäen, Nordostfrankreich,[153] Luxemburg, verbreitet in Deutschland (Stromausfälle, Ernteschäden),[154] wie auch in der Schweiz[155] (neuer Landesrekord eines Schlagregens mit 36,1 mm innert 10 min in Eschenz TG;[155] ein Todesopfer in Bönigen;[156] Vermurungen und Sturmböen) und Westösterreich (schwere Muren in Pians und Grins, Tirol;[157] Sturmböen).
- 4.–8. August über dem Ostalpenraum[136][137][158] mit Verwüstungen und mehreren Todesopfern durch Sturm, Blitzschlag und Bergnot.[159] Betroffen waren besonders Nordtirol[160] (Muren im Stubai-, Schmirn- und Zillertal; dort ein Todesopfer[158]), im Salzburger Innergebirg (schwere Muren im Großarltal),[160] Osttirol,[160] in Kärnten, der Obersteiermark (mehrere schwere Muren in Raum Wölzertal, Öblarn, Sölktäler; Bezirk Murau zum Katastrophengebiet erklärt),[161][162]  in Niederösterreich,[160] der Lombardei (Muren im Valle di Predarossa),[163] in Südtirol und Belluno[163][164] (Passeier-, Sarn-, Eisack-, Pustertal: Mure in Prags, ein Todesopfer in Cortina d’Ampezzo). Sturmschäden gab es auch in Mittel- und Norddeutschland.[165]
- 10.–12. August[138] von Bayern bis Sachsen (75 l/m², davon 40 l/m² in 1 h in Weißenberg),[166] im Tessin (155 l/m² in Camedo im Centovalli),[167] und in Kärnten, und Gewitterstürmen von der oberen Adria[168][169] über die Julischen Alpen, den Alpenostrand (bis 130 km/h im Neusiedlersee-Gebiet;[170] ein Todesopfer in Kenez in Westungarn),[169] Mähren (großräumige Stromausfälle)[171] und die Slowakei[169] bis Polen (insgesamt fünf Todesopfer).[171]

### Mitte August
Ab 10. August zog ein nächster Azoren-/Nordafrikahoch-Ausläufer (Lisa) über Zentraleuropa nach Osteuropa In Folgen überquerten zwei Frontensysteme von Nordatlantiktiefs Europa, zuerst Jürgen (der folgende flache Hochdruckeinfluss wurde vom DWD Maria benannt) und Kolle mit markantem Kaltlufteinbruch.
Neuerlich stiegen die Temperaturen an die 40 °C im Mittelmeerraum und über 35 °C in Zentraleuropa und dann auch in Osteuropa. Die Südströmungen führten – unter Einfluss der zeitgleichen Hitze in Vorderasien – Warmluftmassen bis in den Weißmeerraum, wo es gegen Ende der Phase wärmer war als in Mitteleuropa.
Mit ansteigenden Temperaturen und Wind kam es schnell wieder zu Waldbränden, so in Portugal (der Ort Mação von den Flammen eingeschlossen), auf Korsika, in Griechenland, in Armenien (Chosrow-Reservat, ein strenges IUCN-Ia-Gebiet), in der Ukraine.
Schwere Unwetter diese Phase:
- 15. August[172] von der Nordostschweiz[180] über das Rhein-Main-Gebiet bis Bremen[181]
- 18./19. August[173] mit Schlagregen und orkanartigen Stürmen von Südfrankreich über die Schweizer Alpennordseite,[182] Vorarlberg,[183] Baden-Württemberg und Bayern (mehrere Open-Air-Festivals unterbrochen, zahlreiche Verletzte),[184] sowie Salzburg (Verkehrsbehinderungen)[185] und Oberösterreich (zeitweise 150.000 Haushalte ohne Strom;[186] zwei Todesopfer und viele Verletzte bei Zeltfest in St. Johann am Walde[187]) bis Niedersachsen und Mitteldeutschland.[184]

### Ende August
Schon ab 19. August breitet sich ein nächster Azoren-/Nordafrikahoch-Ausläufer (Nilüfer) über Westeuropa aus, und setzte sich im Balkanraum fest. Auch in dieser Phase strömte mit Durchzug eines Nordseetiefs (Leif mit Nebentief Mathias) subtropische Warmluft umfangreich nach Zentral- und Osteuropa. Es stellte sich wieder flache Druckverteilung ein, mit einer weitreichenden Luftmassengrenze eines Tiefs nördlich Skandinavien, der quer über Europa verlief (unbenannt, mit Ausläufer Nepomuk, Otfried und einem Höhentief über der iberischen Halbinsel, Zwischenhoch Oldenburgia) und weiterhin südwestlichen Strömungen.
Die Temperaturen stiegen wieder an die 40 °C auf der Iberischen Halbinsel, und dann über 35 °C in Südfrankreich, der Italienischen Halbinsel wie auch im südöstlicheren Europa (36,5 °C in Gradište und Knin, Kroatien, am 26. August) bis zum 2. September (Griechenland). In den Alpen schneite es dieser Tage bis 1800 m herunter.
Waldbrände entstanden in dieser Zeit neuerlich in Griechenland (Insel Zakynthos), und dem Südwesten Bulgariens.
Schwerere Unwetter gab es unter anderem:
- 23./24. August[188] über der Alpennordseite von der Schweiz[198] und Vorarlberg[199] bis Salzburg (heftige Sturmböen).[200]
- 26.–28. August[189] über Südwest- und Mitteldeutschland (Überflutungen in der Vulkaneifel, Muren in Eltmann, Langenfeld bei Bad Salzungen und Bad Blankenburg),[201] im Salzburger Innergebirg (Mure in Kaprun),[202] Wald- und Weinviertel (schwerer Hagel um Vitis)[203] und in Tschechien, und dann in der Weststeiermark.[204]
- 30. August–2. September[190] im Münsterland,[205] im Salzkammergut, Ennstal, Mariazellerland und der Eisenwurzen (Mooslandl 77 l/m² in 1 h, davon 28 l/m² in 10 min; Tischtennisball-großer Hagel).[206] Im Dauerregen gab es dann Hochwasser und Erdrutsche in der Zentral- und Ostschweiz (216,5 l/m² in 24 h in Locarno-Monti, Tessin),[207] im Allgäu und in Oberbayern.[196]

Am 23. August kam es zu einem enormen Felssturz mit Murgang in Bondo, Graubünden (vermutlich 8 Todesopfer), und am 27. August zu einem der schwersten Bergunfälle im Österreich der letzten Jahre am Dreitausender Gabler im Salzburger Pinzgau (5 Tote). Beide Ereignisse stehen nur indirekt mit dem Hitzesommer in Verbindung.

## Dürren des Mittelmeerraums
Während der Wetterphase war im Besonderen die Trockenheit im Mittelmeerraum ein Problem. Schon der Winter war (außer während der Kältewelle im Januar) sehr regenarm gewesen, und in manchen Gegenden insbesondere in Italien hatte es seit Dezember kaum nennenswerte Niederschläge mehr gegeben. Dazu kamen die anhaltende abnorme Wärme und die ständigen Südwinde, die durchwegs trockene Luftmassen aus dem Sahararaum gegen Europa steuern.
In Spanien wurde der wärmste Frühling seit Beginn der Wetteraufzeichnungen verzeichnet, mit besonders wenig Niederschlag im Norden und der Mitte des Landes. Speziell niedere Stände haben die Flüsse Tajo/Tejo und Duero/Douro, die auch Portugal versorgen.
Auf Korsika erreichte die Bodenfeuchte ab Mitte April dauerhaft neuen Minimalwerte, im südfranzösischen Festland, in der Region Provence-Alpes-Côte d’Azur, gegen Mitte Juli.
In Italien waren ebenfalls Norden und Mitte betroffen, besonders der Po hatte Niederwasser, insbesondere aber auch Inselitalien (Sizilien, Sardinien). In Italien war das Frühjahr das zweittrockenste seit dem Jahr 1800, und der Sommer der heisseste dieser Zeit.
Die Balkanhalbinsel ist wegen eines feuchten und kühlen Frühjahres bis in den Mai hinein nicht so gravierend betroffen, aber insbesondere in Ungarn herrschen ebenfalls sehr trockene Verhältnisse.
In Italien musste mehrfach der Notstand wegen der Wasserversorgung ausgerufen werden. Dort sind insbesondere das veraltete Leitungsnetz und Wasserverluste bis zu einem Drittel der Transportmenge eine große Problematik.
Die Gesamtschäden in der Landwirtschaft wurden (per Ende Juli) für Italien auf 2 Milliarden Euro geschätzt. Die Versicherungsberatungsagentur Aon Benfield ermittelt eine Schadenssumme von 6,6 Milliarde US-Dollar für die gesamte Dürre des ersten Halbjahres, das stellte in der Form das sechst-schwerste klimabedingte Schadereignis des Jahres 2017 dar.
Das Mittelmeer war in Ligurien schon im Juni über 5 °C wärmer als normal, Anfang August erreichte die Obere Adria abnorme Wassertemperaturen bis 30 °C.
In Kontrast steht die Mittelmeerhitze zum Norden Europas, in Dänemark und Schleswig beispielsweise wurde im Juli kein einziger Sommertag mit über 25 °C verzeichnet, erst das dritte Mal überhaupt seit 1874.